# Schirmalgen
Die Schirmalgen (lat. Acetabularia) sind eine Gattung mariner einzelliger Algen, deren Arten zwischen 0,5 und 10 Zentimeter groß werden können.
Die Gattung umfasst 12 Arten, die anhand der Form ihres Schirmes unterschieden werden.

## Vorkommen
Die Gattung ist in tropischen und subtropischen Meeren verbreitet. A. mediterranea lebt im Mittelmeer und im angrenzenden Ostatlantik. Ihre Blütezeit hatten die Schirmalgen in der Trias und im Jura.

## Beschreibung

Aufbau einer Schirmalge
1. Schirm; 2. Stiel; 3. Rhizoid; 4. primärer Zellkern

Der einzellige Thallus einer Schirmalge besteht aus einem wurzelähnlichen Rhizoid, mit dem die Alge auf einem Substrat festsitzt, einem dünnen (ca. 1 mm dicken) Stiel und dem namengebenden Schirm. Die Größe variiert artspezifisch zwischen einem und sechs Zentimetern, der Durchmesser des Schirms zwischen 0,5 und 1,5 cm. Am Stiel sitzen Wirtel seitlicher Auswüchse, die wie die Blätter von Bäumen nach einiger Zeit abgeworfen werden. Der Schirm besteht aus 30–75 radialen Kammern. Die Wand des Thallus ist mehr oder weniger stark verkalkt. Das Innere wird von einer großen Vakuole eingenommen, um die herum im peripheren Cytoplasma zahlreiche Chloroplasten zirkulieren (Plasmaströmung).

## Entwicklung und Fortpflanzung

Lebenszyklus von A. acetabulum

Die Dauer des Lebenszyklus der Schirmalgen variiert artspezifisch und innerhalb des Verbreitungsgebiets (Breitengrad) einer Art. Über lange Zeit besitzt die Alge nur einen sehr großen diploiden Zellkern (Primärkern), der sich im Rhizoid befindet. Nach der Ausbildung des Schirms erfolgt die Meiose, also der Übergang zur haploiden Phase, und durch nachfolgende Mitosen entstehen zahlreiche haploide Sekundärkerne, die in die Kammern des Schirms wandern. Unter Bildung dicker Zellwände entstehen dort zunächst einkernige Zysten, in denen aber weitere Mitosen stattfinden, bis schließlich in jeder Zyste 20–50 zweigeißelige Gameten vorliegen. Wenn am Ende der Vegetationsperiode der Schirm zerfällt, werden die Zysten als Dauerstadium frei. Zu einem späteren Zeitpunkt entlassen sie durch Öffnung eines Deckels die Gameten. Durch Vereinigung von Gameten unterschiedlichen Geschlechts – die sich äußerlich nicht unterscheiden (Isogametie) – entsteht die diploide Zygote, die sich auf einem geeigneten Substrat festsetzt und zu einer neuen Alge heranwächst.

## Bedeutung
Die Gattung Acetabularia hat in verschiedenen Bereichen eine große Bedeutung. Zum einen in der Geologie, da durch die schon erwähnte starke Kalkeinlagerung sehr viele Fossilien entstanden sind. Zehn der heute noch bestehenden Arten lassen sich bereits in der Kreidezeit nachweisen. In der Natur nimmt sie eine Stellung als Riffbildner ein.
Auch in der Wissenschaft hat Acetabularia eine herausragende Stellung. 1932 konnte an ihr der Nachweis der Bedeutung des Zellkerns erbracht werden. In der damaligen Zeit war eine molekularbiologische Untersuchung unmöglich. Der Nachweis wurde auf der mikroskopischen Ebene geführt. Man verwendete dazu verschiedene Pfropf- und Teilungsexperimente. Einige von ihnen werden im Folgenden vorgestellt.
Allgemein lässt sich eine enorme Regenerationsfähigkeit dieser Algenart verzeichnen. Sie ist in der Lage nach dem Verlust des Zellkerns noch 3 bis 7 Monate lebensfähig zu bleiben, Zellulose und Eiweiß zu produzieren und Formbildung zu durchlaufen.

### Teilungsexperimente
Amputation des Rhizoids
Wenn das Rhizoid entfernt wird, wird vom Stiel aus ein neues Rhizoid ausgebildet, das allerdings keinen Zellkern besitzt. Die Zelle kann unter günstigen Bedingungen noch einige Monate überleben, ist aber nicht mehr reproduktionsfähig.
Amputation des Hutes

Versuchsverlauf
Entfernung des Rhizoids
nach einiger Zeit Neubildung eines kernlosen Rhizoids

Nach der Amputation wird vom Zellkern aus der Befehl zur Ausschüttung morphogener Stoffe gegeben, welche nach kurzer Zeit eine Neubildung des  Hutes initiieren.
Amputation von Rhizoid und Hut

Versuchsverlauf
Entfernung des Hutes
nach einiger Zeit Neubildung eines Hutes

Der Stiel regeneriert sich je nach Ort der Teilung anders. Je größer das Stück desto einfacher wird das fehlende Stück neu gebildet. Man unterscheidet hierbei 3 Szenarien:
1. Der Stiel wird dicht über dem Rhizoid getrennt. Dies führt zur Ausbildung zweier kernloser Rhizoide.
2. Es wird ein Stück Stiel ungefähr aus der Mitte zwischen Rhizoid und Hut entnommen. Das hat zur Folge, dass ein kernloses Rhizoid und ein Hut ausgebildet wird.
3. Man entfernt ein Stück des Stiels unterhalb des Hutes und entfernt auch das Rhizoid. Als Ergebnis werden hier ein normaler Hut und ein „Kümmerhut“ anstelle des Rhizoids ausgebildet.

Man kann hieraus eine polare Verteilung von mindestens 2 morphogenen Regenerationsstoffen, die sich im gegenläufigen Stoffgefälle befinden, ersehen. Die Entwicklung der Regenerate hängt von der Menge dieser Stoffe ab.
Im kernlosen Abschnitt werden diese Substanzen nicht mehr regeneriert.
|  |  |  |

Doppelter Regenerationsversuch
Bei diesem Versuch wurde nachgewiesen, dass vom kernhaltigen Stück die für die Regeneration verantwortlichen Stoffe produziert werden. Er wird in zwei Schritten durchgeführt. Zuerst wird ein Stück der Stielspitze entfernt und später auch das Rhizoid. Die Stielspitze wurde nachgebildet, weil die Bildungsstoffe bereits produziert und dann in die Spitze transportiert wurden.
Daraus folgt, dass der Zellkern für die Ausbildung verantwortlich ist.

Versuchsverlauf

### Pfropfversuche
Rhizoid von Parvocaulis parvulus und Stiel von A. acetabulum
Ein kernhaltiges Rhizoid der Art Parvocaulis parvulus wird von seinem Stiel und seinem Hut getrennt und der Stiel von A. acetabulum wird auf dieses Rhizoid aufgepfropft. Es entwickeln sich zuerst  A. acetabulum-Wirtel, aber die Ausprägung des Hutes ist eindeutig Parvocaulis parvulus.
Rhizoid von A. acetabulum und Stiel von A. crenulata
In diesem Experiment wird auf das Rhizoid der A. acetabulum ein Stiel der A. crenulata aufgepfropft. Das Ergebnis unterscheidet sich aber von dem des vorangegangenen Versuches. Es entsteht ein intermediärer Hut. Wird dieser abgetrennt, so entwickelt sich nur noch ein Hut der A. acetabulum.
Rhizoid der A. crenulata und Rhizoid der A. acetabulum
Verpfropft man zwei Rhizoide unterschiedlicher Acetabularia-Arten, so entstehen intermediäre Hüte.
Zwei Rhizoide der A. crenulata und ein Rhizoid A. acetabulum
Bei dieser Kombination entstehen wiederum intermediäre Hüte, welche aber mehr der A. crenulata ähneln.
Austausch von Pflanzenteilen
Wenn man ein altes Rhizoid mit einem jungen Stiel verbindet, so verlangsamt sich der Entwicklungsprozess. Wenn das Verhältnis von alt und jung entgegengesetzt ist, so wird dieser Prozess beschleunigt.
Der Primärkernteilungsprozess beginnt erst, wenn der Hut vollständig ausgebildet ist. Er verschiebt sich bei der Amputation des Hutes nach hinten.
Wird nach Beginn dieses Zerfallsprozesses der Hut abgetrennt, ist die Schirmalge nicht mehr in der Lage, einen neuen Hut auszubilden.
Wird ein neuer Hut aufgepfropft, so bilden sich Zysten und der Vermehrungsprozess schreitet fort.

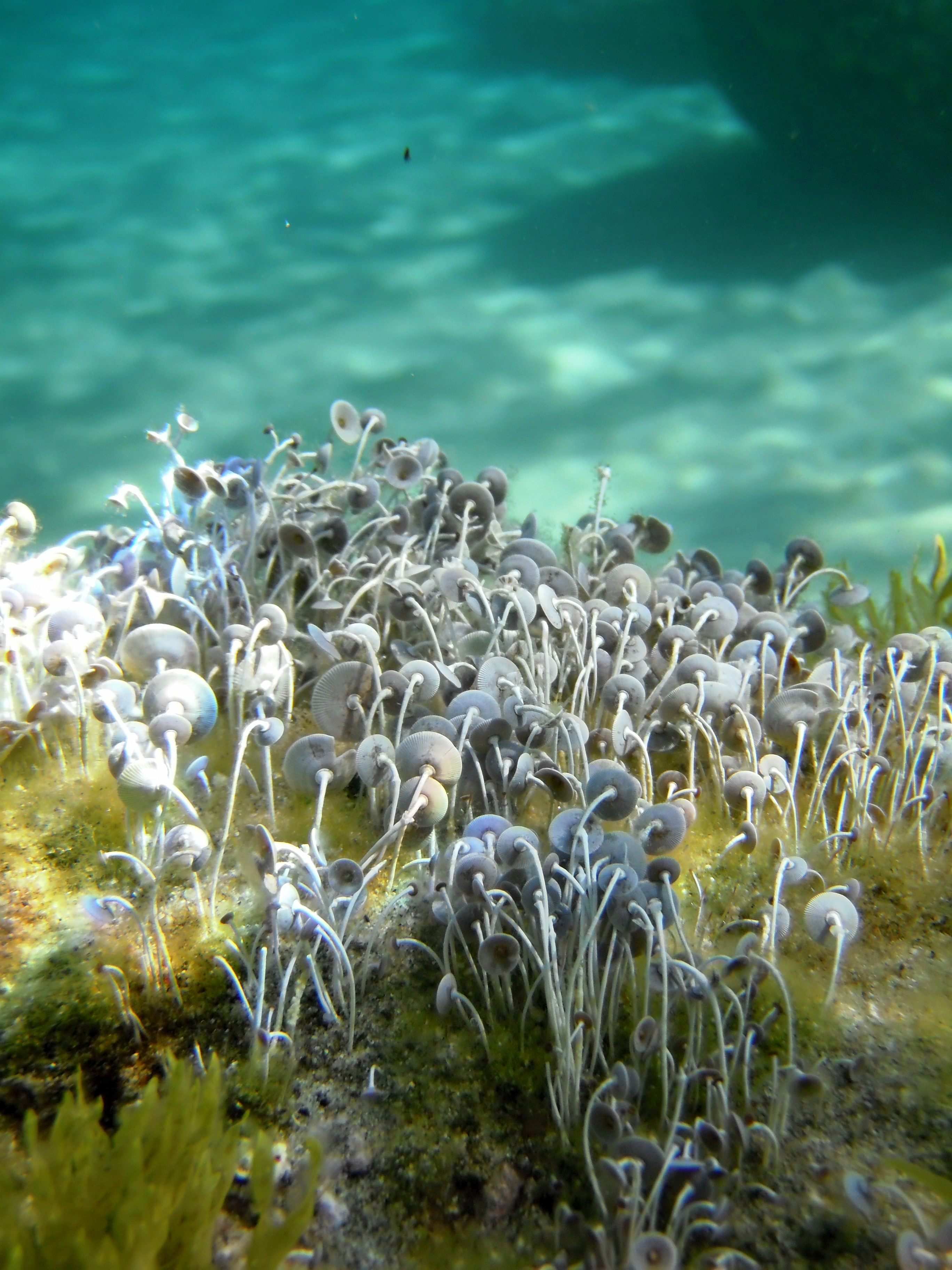
Acetabularia spec.

## Systematik
- Acetabularia acetabulum (L.) P.C.Silva
- Acetabularia antillana (Solms) Egerod
- Acetabularia calyculus J.V.Lamour.
- Acetabularia crenulata J.V.Lamour.
- Acetabularia dentata Solms
- Acetabularia farlowii Solms
- Acetabularia jalakanyakae Saini et al.[5]
- Acetabularia kilneri J.Agardh
- Acetabularia major G.Martens
- Acetabularia myriospora A.B.Joly & Cord.-Mar.
- Acetabularia peniculus (R.Br. ex Turner) Solms
- Acetabularia ryukyuensis Okamura & Yamada
- Acetabularia schenckii K.Möbius
- Acetabularia toxasii Troño, A.E.Santiago & Ganz.-Fort.